# Landbouwkrediet

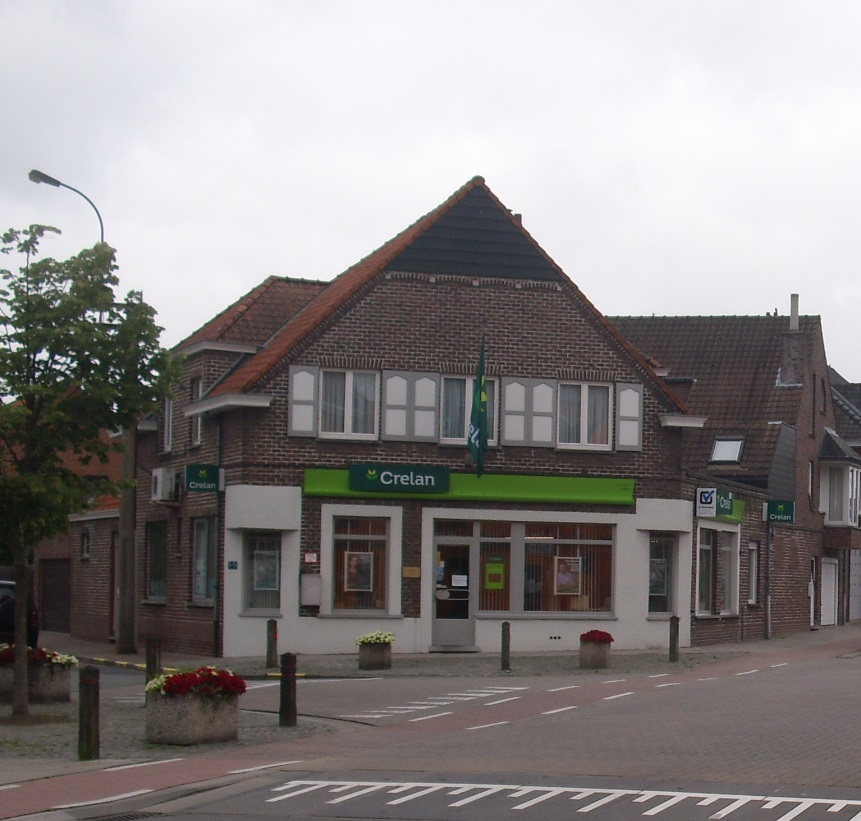
Sucursal de Landbouwkrediet

Landbouwkrediet es un banco belga fundado en la década de 1940 y relacionado en su origen con la agricultura. Con el paso del tiempo su área de banca minorista y sociedades mercantiles igualaron en peso a sus intereses agrícolas. En 2006, con una tasa de crecimiento del 49%, declaró una ganancia neta de 56 millones de euros.
Actualmente cuenta con 1700 empleados, 280 sucursales y 430.000 clientes.